# ボーイング377
ボーイング377 ストラトクルーザー
パンアメリカン航空のボーイング377
- 用途：旅客機
- 分類：レシプロ旅客機
- 製造者：ボーイング
- 運用者

  - パンアメリカン航空
  - 英国海外航空
  - アメリカン・オーバーシーズ航空
  - ほか
- 初飛行：1947年7月8日
- 生産数：56
- 生産開始：1946年
- 運用状況：全機退役
- 原型機：C-97 ストラトフレイター

ボーイング 377 ストラトクルーザー（英語: Boeing 377 Stratocruiser）は、アメリカ合衆国のボーイング社が開発した大型プロペラ旅客機である。

## 概要

### 最後の大型プロペラ旅客機
ボーイング社は、B-29 スーパーフォートレス戦略爆撃機を原型としてC-97 ストラトフレイター輸送機を開発し、第二次世界大戦中の1944年11月9日に初飛行させた。C-97はB-29から主翼や構造の設計は流用しつつ尾翼面積や胴体を拡大しており、エンジンもB-50・C-97と同じプラット・アンド・ホイットニー R-4360エンジンに更新されている。
ボーイング377はこのC-97を基に大型・長距離旅客機として開発され、大戦後の1947年7月8日に初飛行し、パンアメリカン航空のニューヨーク - ロンドン線に就航したほか、太平洋横断路線をはじめとする主要長距離路線に投入された。
「最後の大型プロペラ旅客機」という呼称はレシプロエンジン機でダグラス DC-7の派生型DC-7Cなどにも使われるが、DC-7CはDC-4(C-54)の発展改良型で基本設計は変わらなかった一方、ボーイング377はB-29の派生型をベースとしてより進んだ技術と設計を取り込んでおり、航空機用大型レシプロエンジンの最終進化とされるR-4360エンジンを搭載した。

### 豪華な設備

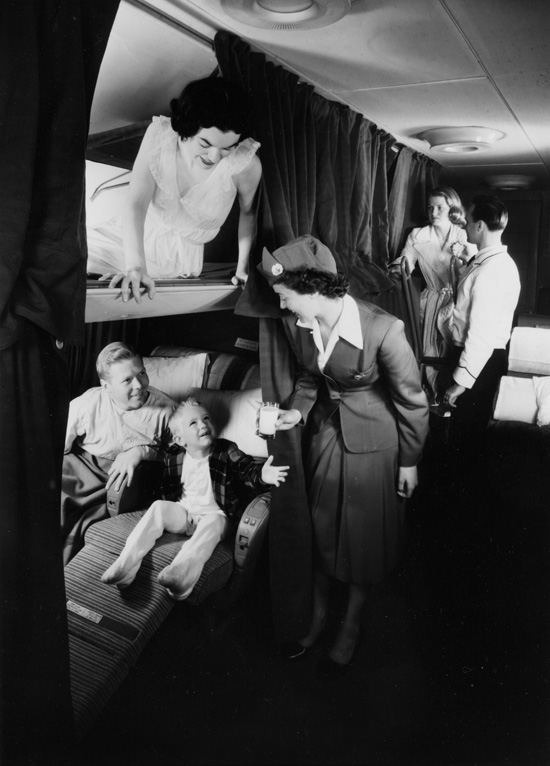
折り畳み式寝台を展開した機内

「最後の大型プロペラ旅客機」の名にふさわしく、その装備は後に語り草になるほど豪華なものであった。国際線仕様の場合、2階構造の客室内にはベッド（折畳式寝台）や男女別の洗面室を、また、1階客室にはバー用のギャレーやソファを併設した豪華なラウンジを装備することができ全社この仕様を採って、乗客は優雅な空の旅を楽しむことができた。このような特徴から「空飛ぶホテル」との異名も持つ。
軍用の「C-97」をベースに民間仕様「377ストラトクルーザー」として発表し、注文受付を開始した際には1階客室を寝台とするか座席仕様の大量輸送機にもできるものとして同時に売り込みを開始したが、当時はこのクラスの大型機を運用できる空港が少なく、キャパシティを持て余す事情から、初期はもっぱら大洋を渡る長距離航路専用機材として使用し、機内レイアウトをファースト・クラスのモノクラスで運航していた。この機体仕様および運用形態は、1930年代後期の大型飛行艇に近い前世代的な内容である。
映画評論家の淀川長治は1951年、アカデミー賞の授賞式に映画監督の黒澤明の代理として出席するためアメリカへ渡航した際、パンアメリカン航空のボーイング377に羽田 - ホノルル間で搭乗し、ベッドで就寝しラウンジで同乗した映画監督のクラレンス・ブラウンらと歓談した思い出がその自伝に綴られている。
また、1954年2月1日に、ハリウッド女優のマリリン・モンローと元大リーガーのジョー・ディマジオが新婚旅行で日本を訪れた際には、パンアメリカン航空の寝台つきのボーイング377が使用された。

### 短い現役期間
準同型機であるC-97はMATSなどへ派生型を含めた量産が進められ888機生産されたが、民間型の377型は56機にとどまった。納期は遅く、機体価格は高価格設定で、他社メーカーの同等機種にたいして群を抜く高性能を反映した値段だったが、377型の機体は当時の民間用旅客機では最大級サイズで運航コストも高く付いた。過大な長距離用旅客機仕様からオペレーターは限られ、空港のインフラ整備は発展途上で就航できる区間も限定されていた。
さらに今後の民間航空の主流となると目されていた、世界初のジェット旅客機であるデ・ハビランド DH.106 コメットが1952年に就航し、英国海外航空やパンアメリカン航空、日本航空などの世界各国のフラッグキャリアが発注した。さらに同機が設計時の問題による連続事故を起こし各社が発注を取り消したものの、それと同時期に、より大きくて高速のボーイング707やダグラスDC-8の発注が本格化したことも、377の発注を止まらせる結果となった。
1958年に、トランスオーシャン航空がチャーター便と低価格運賃の北太平洋横断路線の強化を目論み、中古で8機を購入し、定期便としてアメリカ軍の占領下の沖縄の那覇などへ乗り入れていたが、同社は1960年1月に破綻している。
1959年には英国海外航空から、1960年にはノースウェスト航空から、1961年にはパンアメリカン航空から退役するなど、1960年代初頭には他の主要航空会社からも旅客定期便から退役した。これらの大手航空会社の長距離定期便から外されても、中短距離国際線などへの配転はほとんど行われず、転売も南アメリカで数機が引き取られ旅客チャーター便、不定期便に使用されたのみであった。それ以外の機体はボーイング707の下取りに引き取られ、モハーヴェ砂漠などに留め置かれ後述の派生型貨物機へ改造されるか解体されたため、旅客機当時の状態で現存する機体は皆無である。

### 発展型

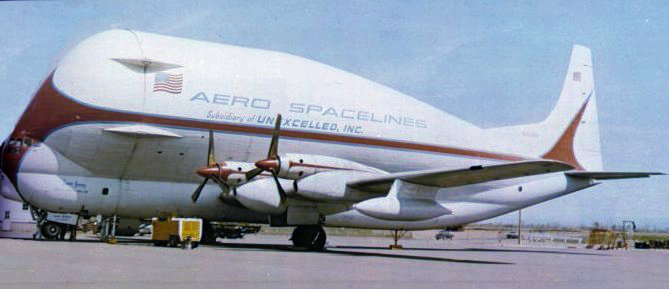
スーパーグッピー

ボーイング377は基本設計がC-97「ストラトフレイター」と同じであったため、アメリカのエアロ・スペースライン
によりアポロ計画のためのサターンロケット部品の空輸に従事する目的で、同機の発展型として開発された「プレグナントグッピー(身篭ったグッピー、377PG型）」と「スーパーグッピー(377SG型)」、「ミニグッピー(377MG型)」への改装のベース機としても使用された。これらの機体への改装には、主にパンアメリカン航空へ納入された377-10-26型の中古機が用いられ、特にスーパーグッピーとミニグッピーは「タービン」のサブネームを持つターボプロップエンジンへの換装機も存在し、このうちスーパーグッピー・タービンはその後エアバス・インダストリー社でも、後継のエアバス ベルーガへの更新まで使用されていた。

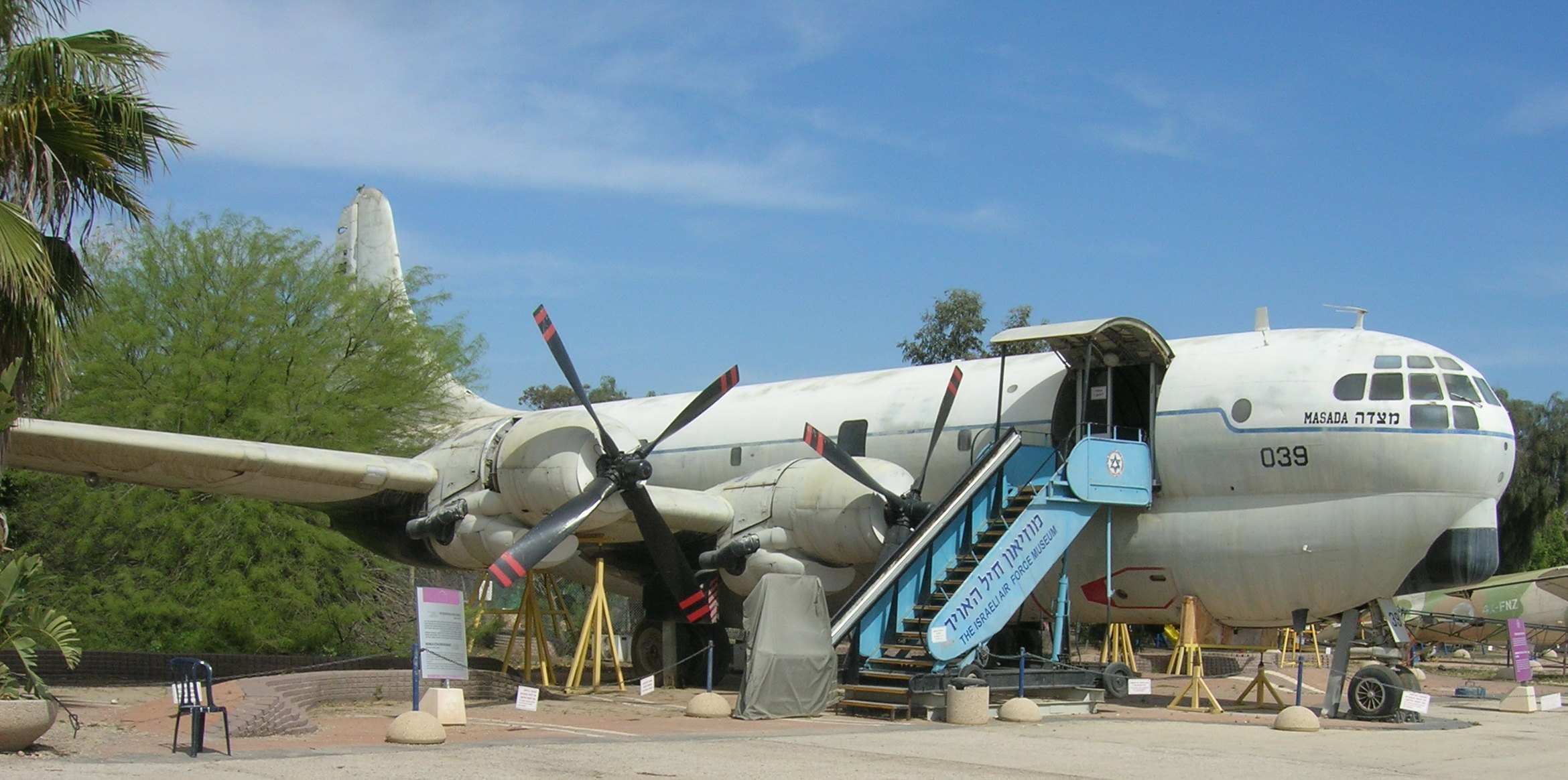
2007年、イスラエル空軍博物館に現存する377M アナク

グッピーシリーズ以外では、1960年代にイスラエル空軍がボーイング377を改装した輸送機を導入している。当時イスラエル空軍は就役間もないC-130 ハーキュリーズの導入を目指したが、機体価格が余りにも高価であり、アメリカ政府の輸出承認も得られなかった事から、1964年に自国のイスラエル・エアロスペース・インダストリーズ社の提案を受け入れる形で、ボーイング377を大幅に改造した機体を377M アナクの名称で導入する事とした。
377MはC-97と同形状のテールセクションと後部貨物ドアを有した形状を基礎としており、3機が更にカナディア・CL-44に類似したスイングテール型貨物ドアが装備された。2機は翼下にプローブアンドドローグ方式給油装置を装着された空中給油機として、更に他の2機は電子諜報(ELINT)や電子攻撃(ECM)を主任務とする電子戦機としての改装と運用が行われた。後に4機がKC-97Gと同様のフライングブーム方式給油装置に改装されて追加導入された。
イスラエル空軍ではこれらのB-377およびKC-97系機体をロッド空軍基地(現在のベン・グリオン国際空港)所属の第120飛行隊で集中運用した。1970年代には、これらの機種はボーイング707型機に更新され順次退役した。

## スペック
- 全幅: 141 ft 3 in (43.05 m)
- 全長: 110 ft 4 in (33.63 m)
- 全高: 38 ft 3 in (11.66 m)
- エンジン：プラット・アンド・ホイットニー R-4360-B6 「ワスプ・メジャー」 レシプロエンジンx4基
- 最高速度：375 mph (604 km/h)
- 航続距離：4,200 mi (6,800 km)
- 乗客数:最高100席

## 運航経験のある航空会社

### 新規購入した航空会社
- パンアメリカン航空 (PAN AM)
- アメリカン・オーバーシーズ航空　（AOA）パンアメリカン航空が吸収合併、機材継承。
- ノースウエスト航空 (NWA)
- ユナイテッド航空 (UA)
- 英国海外航空 (BOAC)
- ウェスト・アフリカン・エアウェイズ（WAAC）英国海外航空からのリース。

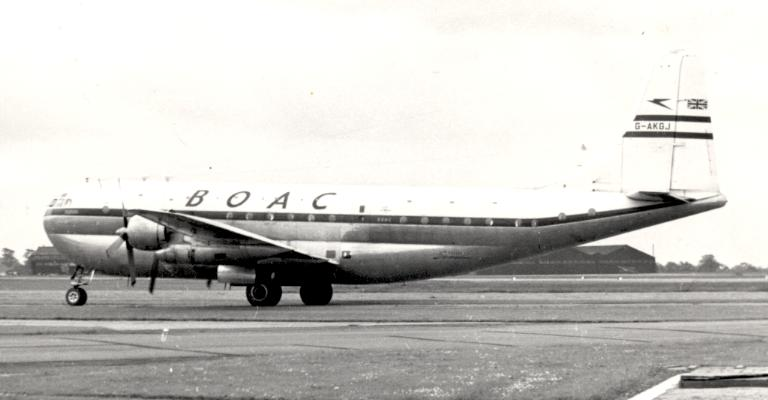
英国海外航空のボーイング377
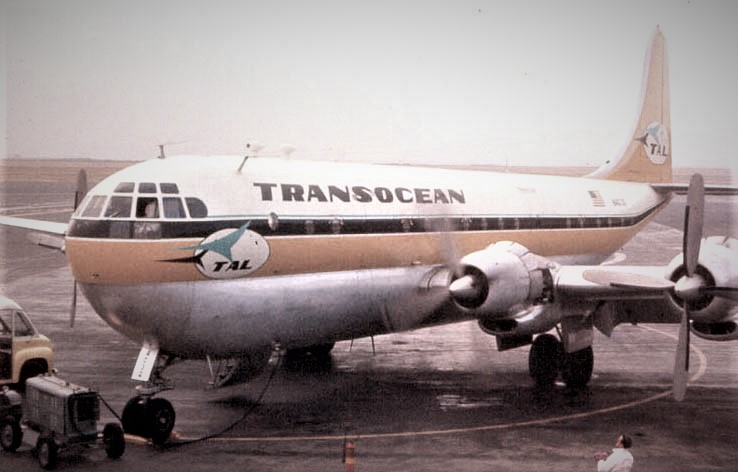
トランスオーシャン航空のボーイング377
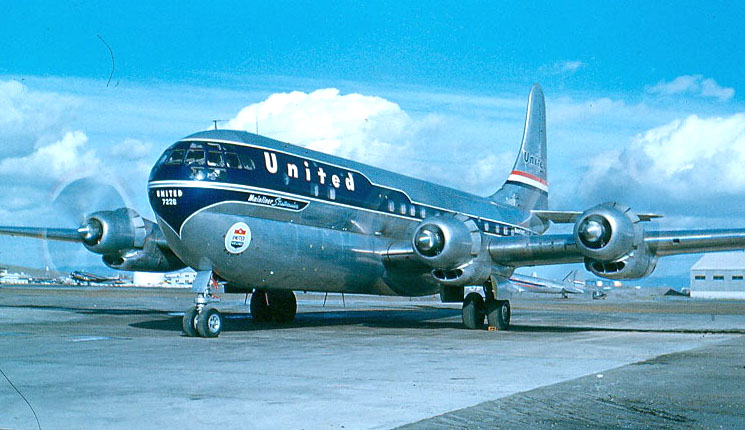
ユナイテッド航空のボーイング377
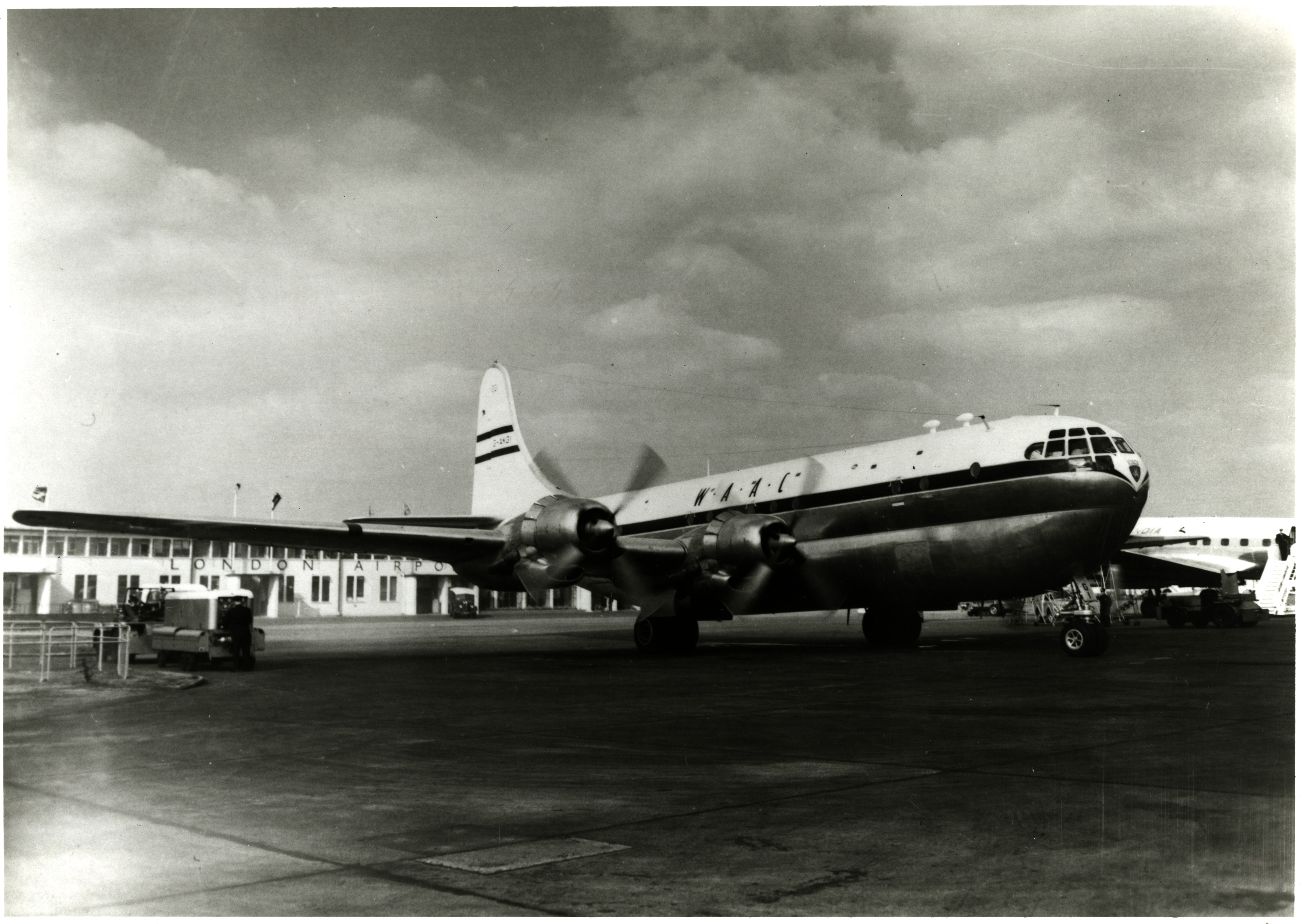
ウェスト・アフリカン・エアウェイズのボーイング377

### 中古で購入した航空会社
- トランスオーシャン航空 (TAL)
- ガーナ航空
- ナイジェリア航空
- イスラエル空軍 - 第120飛行隊

## 事故
ボーイング377型機は事故率も高く、引き起こした航空事故は、ローンチ・カスタマーであるパンアメリカン航空の運航中に起きた下記の3件が代表的、いずれも巡航中の事故であった。エンジンやプロペラなどの構造、材質上トラブルが原因で起きた事故とされる。
- パンアメリカン航空006便不時着水事故
- パンアメリカン航空007便失踪事故
- パンアメリカン航空202便墜落事故

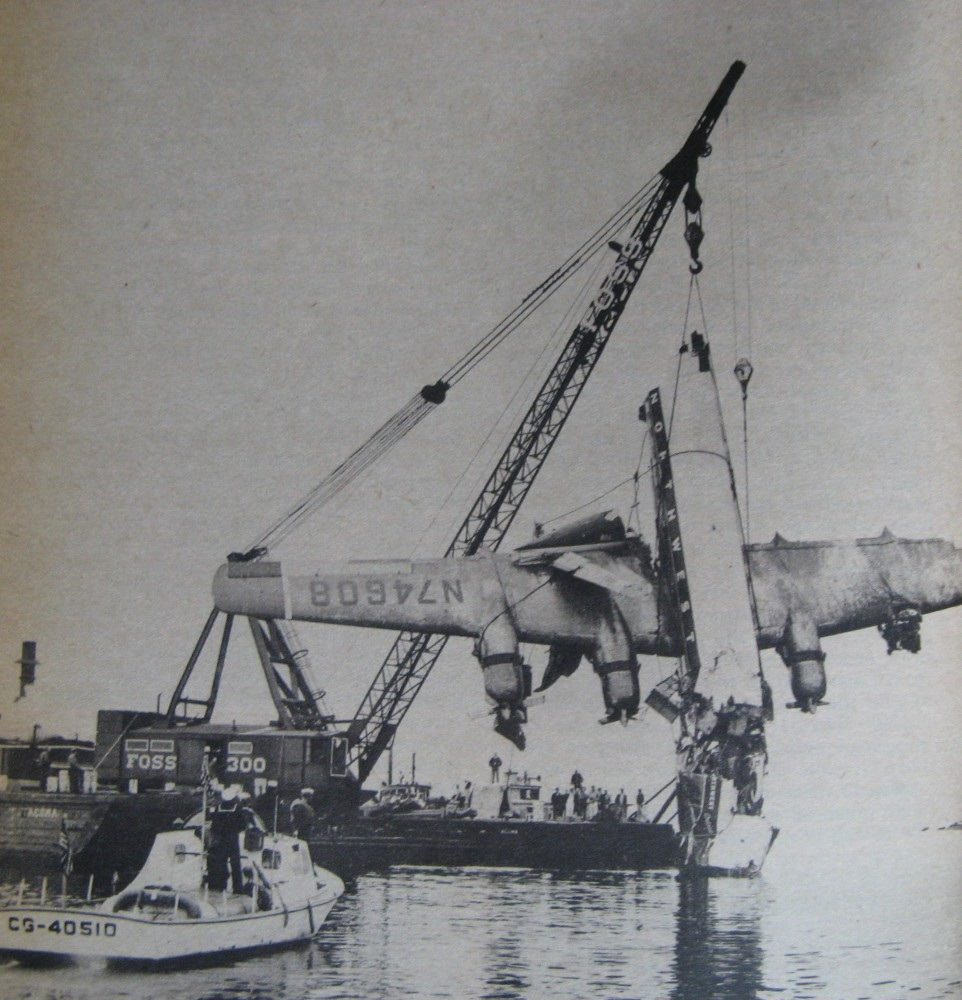
ノースウエスト航空2便墜落事故
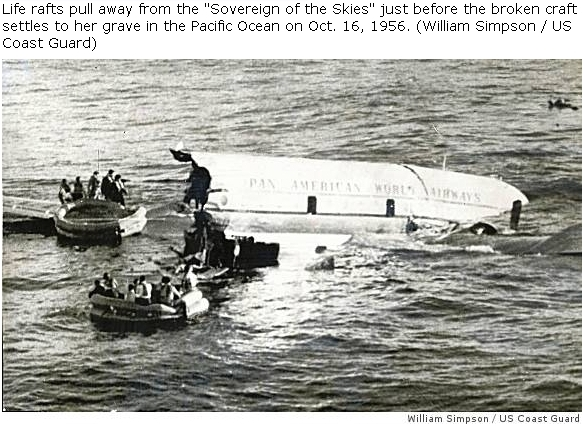
パンアメリカン航空006便不時着水事故

他社でもオーバーランなど操縦ミスによる事故、損失が相次いだ。

## 日本におけるボーイング377
フラッグキャリアの日本航空は、ボーイング377を採用することはなかった。ライバルで第二次大戦後の普及が著しかったDC-4を使用していた流れから、その後継機で世界の航空各社が広く使用したダグラス DC-6およびDC-7を導入し、のちに国内線へ転用した。
パンアメリカン航空やノースウエスト航空は1940年代後半から日本への乗り入れに使用した。その後1950年代後半に両社がボーイング707やダグラスDC-8を相次いで日本路線に導入したため、1960年代初頭にボーイング377は日本の空から姿を消した。オークランドに拠点を置くトランスオーシャン航空（TAL）が1959-1960年に米国統治下の沖縄・那覇空港に乗り入れていたが短期で運航を停止した。
1950年に西宮市で行われたアメリカ博覧会では、本機の実物大ジュラルミン模型が展示されていた。